# Tomohyphantes
Tomohyphantes is een geslacht van spinnen uit de familie hangmatspinnen (Linyphiidae).

## Soorten
De volgende soorten zijn bij het geslacht ingedeeld:
- Tomohyphantes niger Millidge, 1995
- Tomohyphantes opacus Millidge, 1995